# Soulèvement tibétain de 1959
 (mars 2024).
Dans l'historiographie des exilés tibétains, le soulèvement tibétain de 1959, ou rébellion tibétaine de 1959, est, pour reprendre les termes de Chen Jian, « la révolte populaire anti-chinoise et anti-communiste » qui éclata le 10 mars 1959 à Lhassa, la capitale du Tibet, huit ans après la signature de l'accord en 17 points sur la libération pacifique du Tibet entre les représentants du dalaï-lama et ceux de la république populaire de Chine, accord par lequel le 14e dalaï-lama reconnaissait la souveraineté de la Chine sur le Tibet. L'historiographie chinoise appelle ces évènements « la rébellion armée » de 1959 et y voit une révolte du clergé et de la noblesse du Tibet,.
Le 10 mars, 30 000 Tibétains, selon les estimations des exilés, se massent autour du Norbulingka, palais d'été du dalaï-lama, pour empêcher son enlèvement par les Chinois,,,,. Pour les historiens chinois, le 10 mars au matin, plus de 2 000 habitants de Lhassa et des rebelles accourent au palais de Norbulingka pour dissuader le dalaï-lama d'aller au spectacle.
L'historiographie officielle de la république populaire de Chine fait état de « 5 360 ennemis » mis en déroute. Selon Peter Stepan et Claus Biegert (de), ce soulèvement se solda par un massacre ; selon eux, rien que dans la ville de Lhassa, 15 000 Tibétains furent tués[pertinence contestée].
Le soulèvement est commémoré chaque année par le gouvernement tibétain en exil et des personnes et associations solidaires de sa cause sous le nom de Jour du soulèvement tibétain (ou Jour du soulèvement national tibétain). Certains[Qui ?] considèrent l'incident de Xunhua en 1958 comme un précurseur du soulèvement tibétain.

## Historique

### Version du gouvernement tibétain en exil et de sources proches

#### Déroulement
À la fin des années 1950, l'opposition à la présence chinoise au Tibet s'est accrue dans la ville de Lhassa. La révolte armée des Tibétains dans les provinces du Kham et de l'Amdo a commencé en 1956, entraînant le déploiement de forces militaires de l'Armée populaire de libération (APL) supplémentaires au Tibet oriental. Dans le Kham et l'Amdo, à la suite de la collectivisation de l'agriculture, des centaines de rébellions éclatèrent où 10 000 Tibétains furent tués selon un rapport attribué à la 11e division de l'ALP.
Des frappes punitives ont été commises par le gouvernement chinois à l'encontre de villages et de monastères. Des menaces de bombarder le palais du Potala et le dalaï-lama ont été émises selon certaines sources par les commandants militaires chinois dans une tentative d'intimidation des forces de la guérilla.
L'ANVD et le Chushi Gangdruk ont été à l'origine du soulèvement de Lhassa en mars 1959, durant lequel leur action a été relayée par la population de la capitale. La résistance tibétaine a regroupé jusqu'à 80 000 combattants, sous la direction entre autres de Gompo Tashi. Implantée dans l'Est du Tibet (le Kham), l'Armée nationale volontaire de défense (ANVD) organisait des opérations de guérilla sur les routes du Kham et de l'Amdo. Un autre mouvement armé, issu des rangs de l'ANVD, s'est développé au sud de Lhassa et a pris le nom de Chushi Gangdruk (tibétain : Quatre fleuves, Six montagnes).
Début mars, une invitation à assister à un spectacle de danse au quartier général militaire chinois en dehors de Lhassa est adressée au dalaï-lama et à sa famille. Simultanément, Radio Pékin annonce la présence du dalaï-lama à l'Assemblée nationale populaire prévue en avril à Pékin. Le dalaï-lama n'avait accepté aucune de ces invitations et se préoccupait surtout de l'obtention du diplôme de Geshe Lharampa qui venait conclure plus de 10 ans d'études. La veille de l'examen, il réside au Jokhang où le général Chiang dépêche 2 officiers pour fixer la date du spectacle ; il arrive à les convaincre d'attendre la fin de l'examen, qu'il réussit brillamment le 2 mars. Le dalaï-lama donne son accord pour le 10 mars. Le 9 mars, le chef des gardes du corps du dalaï-lama, Phuntsok Tashi Takla, est convoqué par les autorités chinoises qui fixent des conditions inhabituelles : la visite doit être secrète, le dalaï-lama ne doit être accompagné ni de ses ministres, ni de ses gardes du corps, et aucun soldat tibétain ne doit être présent au-delà du pont marquant la limite du quartier général et du camp militaire.
La rumeur de l'invitation se répand rapidement parmi les Tibétains de Lhassa, suscitant des craintes d'un projet d'enlèvement du dalaï-lama par les Chinois. Dans la ville, des affiches sont apparues demandant le départ des Chinois et dénonçant l'accord en 17 points. Le 10 mars, 30 000 Tibétains se massent autour du palais de Norbulinka pour empêcher le dalaï-lama d'être enlevé par les Chinois, selon le dalaï-lama et Thomas Laird, Michael Harris Goodman et Pierre-Antoine Donnet,,,,,,. Cet événement marque le commencement du soulèvement à Lhassa, bien que les forces chinoises aient eu un accrochage avec les guérillas hors de la ville au mois de décembre 1958. Vers 9 h du matin, Liushar et Shasur, 2 ministres du Kashag arrivent au Norbulingka dans des jeep conduites par des chauffeurs chinois, augmentant la colère de la foule. Plus tard, Samdrup Phodrang, un autre ministre récent au Kashag, arrive dans sa voiture, escorté par un officier chinois. Croyant qu'il vient emmener le dalaï-lama, la foule lapide la voiture et atteint le ministre à la tempe : il s’évanouit. Enfin reconnu, il est transporté par les manifestants à l’hôpital du consulat de l'Inde. Surkang, un autre ministre, est contraint de se rendre au Norbulingka à pied, les manifestants bloquant la route. Les 3 ministres réalisent qu'une décision doit être prise pour éviter le pire. Ils attendent l'arrivée de Ngabo Ngawang Jigme qui ne vint pas : il était au quartier général chinois, attendant le dalaï-lama, mais apprenant la tournure des événements au Norbulingka, il ne s'y rend pas. Phakpala Khenchung, un religieux, est lapidé par la foule.
Le 11 mars, des membres du gouvernement tibétain se réunissent, renient l'accord en 17 points et proclament l'indépendance du Tibet.
Le 12 mars, les manifestants apparaissent dans les rues de Lhassa, réclamant l'indépendance du Tibet. Des barricades sont érigées dans les rues, et les forces chinoises et tibétaines commencent à fortifier leurs positions à l'intérieur et autour de Lhassa en préparation d’un conflit. Une pétition de soutien aux rebelles armés hors de la ville est lancée et un appel d'assistance est remis au consul indien.
Les troupes chinoises comme les tibétaines continuent à renforcer leurs positions respectives les jours suivants et des éléments d'artillerie sont déployés dans la région du palais d'été, le Norbulingka. Le 15 mars, des préparatifs pour l'évacuation du dalaï-lama sont amorcés et des troupes tibétaines seraient employées pour obtenir une voie d'évasion de Lhassa. Le 17 mars, deux projectiles d'artillerie tombent dans un marais à l'extérieur de la porte nord du palais d'été, déclenchant la fuite du dalaï-lama,.
Le conflit ouvert commence la nuit du 19 mars, avec le bombardement du Norbulingka et des monastères principaux de Lhassa où se trouvent les insurgés. Le combat ne dure que deux jours, les forces tibétaines étant bien moins nombreuses et mal équipées.
Selon Gyatsho Tshering, le soir du 17 mars, l’atmosphère était survoltée, et il passe la nuit avec ses collègues au consulat, sans pouvoir dormir. À 2 h du matin, le bombardement commence, il sait que le 14e dalaï-lama a quitté le Norbulingka mais, il en garde le secret. Il décide de sortir pour voir ce qui se passe, et constate que les rues sont pleines de soldats chinois, hurlant et tirant à bout portant, et qu'il y a des masses de cadavres. L'artillerie tire sur le Potala, le bombardement dure 2 heures, à la suite de quoi, les moines du Potala sortent, offrant des cibles faciles aux mitraillettes des militaires chinois. Il vit aussi deux femmes et un homme marchant sur la route, des écharpes blanches à la main en signe de paix, qui furent fauchés par 4 ou 5 coups de fusil. Dans un monastère proche du Potala, il voit des soldats chinois menacer une trentaine de Tibétains qui lèvent les mains. Fouillés à la recherche d'arme, ils sont fusillés.
Le 20 mars, les autorités chinoises, qui jusque-là avaient retenu l'armée chinoise, ordonnent à celle-ci d'écraser la rébellion tibétaine.
Le 20 mars vers 2 heures du matin, des obus s'abattent sur le Norbulingka, y faisant 5 000 à 6 000 morts selon Tashi Gyaltsen. Vers 4 h du matin, le palais du Potala est la cible de tirs de canon, les tirs continueront jusqu'au soir, et concernent aussi le monastère de Ramoché et d'autres endroits de Lhassa. Au soir, les rues sont jonchées de cadavres.
Le 22 mars, les chars prirent position sur la place du Barkhor, face au Jokhang, des centaines de combattants tibétains furent tués sous leur feu. Selon Tashi Palden, le Ramoché fut la cible de l'artillerie chinoise, ajustant le tir au matin de 2 obus, suivi d'une pluie d'obus sur l'édifice, au soir, 50 à 60 cadavres jonchaient les ruines du sanctuaire inspecté par les soldats chinois. Des survivants tibétains agonisants ripostèrent, faisant une trentaine de morts parmi les troupes chinoises. Le soir même, les Chinois mirent le feu à l'édifice qui brûla durant 2 jours.
Le 28 mars, le Premier ministre chinois Zhou Enlai annonce la dissolution du Kashag (le cabinet ministériel tibétain dirigé par le dalaï-lama) et place le panchen-lama à la tête du Comité préparatoire de la Région autonome du Tibet, lequel assume désormais les fonctions de gouvernement,.
La loi martiale est imposée en mars 1959,.
Le dalaï-lama et ses compagnons traversent la frontière indienne le 31 mars.
Après l'écrasement de la rébellion par les forces chinoises, le Chushi Gangdruk rend officiellement les armes, à la demande du dalaï-lama. Mais l'ANVD continue le combat.

#### Fuite du14edalaï-lama
Selon le 14e dalaï-lama, Ngabo Ngawang Jigme écrivit une lettre au dalaï-lama qu'il reçoit avec une lettre du général Tan Guansan le 16 mars au matin, la veille de sa fuite. Depuis le début de la crise, Ngabo n'avait assisté à aucune des réunions du Kashag, et il écrit au dalaï-lama qu'il n'y avait plus aucune chance pour un accord de paix. Il lui conseille de rompre avec les chefs du peuple, qui auraient pour projet d'enlever le dalaï-lama. Il l'avertit qu'il court un gros risque, car les Chinois envisagent des mesures sévères pour l'empêcher de fuir. Il ajoute que s'il s'enfuit, il lui sera impossible de revenir au Tibet. Il lui suggère de rester dans l'enceinte du Norbulingka, et de préciser l'endroit au général, afin que les Chinois épargnent son lieu de retraite. Le dalaï-lama en déduit que Ngabo sait que les Chinois ont l'intention de détruire le palais et de tirer sur le peuple.
Mary Craig donne un compte rendu détaillé de la fuite du dalaï-lama et de son entourage. Ils partent la nuit, vers 21 h, sous le vent puis une tempête de sable. Ils arrivent sur les berges de la rivière Kyi chu sans être remarqué par les soldats chinois, et parviennent sans encombre sur l'autre rive. Toute la nuit et le lendemain, évitant les routes fréquentées, ils chevauchent en direction du Tsangpo et d’une région montagneuse du Sud-Est, faisant halte après 10 h de route. La mère du dalaï-lama, atteinte d'arthrite du genou, souffre le plus. Le matin du 2e jour, ils traversent le Tsangpo par le bac de Peutsha à bord de coracles et reprennent aussitôt la route malgré la fatigue. Ils prennent leur premier repas ce soir là. La première phase de l'évasion était conduite par un groupe de trois personnes, M. Ghadrang, M. Phala et Phuntsok Tashi Takla, puis les résistants du Chushi Gangdruk prennent le relais. Les fugitifs, une centaine de personnes escorté par 350 soldats tibétains, sont rejoints par 50 partisans. Le Sud du Tibet étant alors tenu par le Chushi Gangdruk, aucun soldat chinois ne s'y trouve. Ils se reposent enfin cette nuit au monastère de Rame. Le lendemain, ils se séparent en petits groupes pour ne pas être repérés par l'aviation chinoise et se dirigent en direction du col de Sabo, puis de Lhuntse Dzong où le dalaï-lama projetait de s'établir pour négocier l'avenir du Tibet avec les Chinois. Au cours d'une halte, un bulletin de Voice of America mentionne les troubles à Lhassa, précisant qu'on ignore où est le dalaï-lama. Ils passent des cols couverts de neige, dont certains à près de 6 000 mètres. Le 24 mars, ils apprennent par la radio que 2 jours après leur départ, les Chinois ont bombardé le Norbulingka et tiré sur la foule massée à ses portes, tournant l'artillerie lourde contre Lhassa, le Jokhang, le Potala et les principaux monastères. D'après les nouvelles de la radio, les Chinois n'étaient pas encore informés de la fuite du dalaï-lama et le cherchaient parmi les morts entassés autour du Norbulingka. Le 28 mars, Zhou Enlai annonce la dissolution du gouvernement tibétain et son remplacement par la Comité préparatoire à l'établissement de la région autonome du Tibet. Pour les Tibétains, il n'est plus envisageable de négocier, et la sûreté du dalaï-lama devient urgente. Les Chinois qui avaient compris qu'il avait quitté Lhassa traversent le Tsangpo en force, l'APL ayant reçu l'ordre de couper tous les accès à la frontière indienne. Au cours d'une cérémonie à Lhuntse Dzong, le dalaï-lama rétablit symboliquement l'autorité de son gouvernement et envoie un détachement d'hommes en Inde demander l'asile politique à Nehru. Dès le lendemain, ils repartent, devant franchir deux des plus hauts cols. Arrivé au col de Lagoe-la, une violente tempête de neige survient, les obligeant, pour ne pas geler, à marcher en conduisant les poneys. Ils arrivent finalement au village de Jhora et commencent le lendemain l'ascension du col de Karpo-la où après une tempête de neige, ils sont aveuglés par le soleil. Arrivé au sommet, un avion les survole, leur faisant craindre qu'ils soient repérés par les Chinois. Sans grand espoir, ils poursuivent leur route pendant 2 jours, affrontant une tempête de sable puis les brûlures du soleil avant la descente vers la forêt humide des abords de la frontière. Sur le chemin, ils apprennent que l'Inde accorde l'asile politique au dalaï-lama. Au village de Mangmang, près de la frontière, une pluie diluvienne les contraint à monter des tentes où l'eau ruisselle. Le dalaï-lama est atteint d'une fièvre depuis plusieurs jours qui tourne au refroidissement et à la dysenterie.Le lendemain, ils doivent porter le dalaï-lama dans une petite maison où sa forte fièvre ne lui permet pas de trouver le repos. Le lendemain, ils apprennent que les troupes chinoises se dirigent vers un village proche. Lors du dernier jour qu'il passa au Tibet, le pire de son existence, le dalaï-lama dut faire ses adieux à ceux qui l'avaient escorté et restèrent en arrière face aux forces chinoises et à une mort certaine. Trop faible pour continuer à cheval, c'est sur le large dos d'un dzo qu'il quitta le Tibet avec sa famille le 31 mars 1959.

### Version du gouvernement chinois et de sources proches
Ngabo Ngawang Jigme, le plénipotentiaire tibétain signataire de l'accord en 17 points en 1951, a donné en 2005 sa version des événements conduisant au soulèvement de 1959 ainsi que du déroulement des journées de mars elles-mêmes, dont il fut le témoin.
De 1951 à 1959, le gouvernement central laissa le soin à la classe dirigeante tibétaine de conduire elle-même les réformes mais celles-ci se heurtèrent à la résistance d'une petite partie de l'élite.
Fin novembre 1956, le dalaï-lama se rendit en Inde, où ses deux frères aînés lui demandèrent de rester pour faire campagne en faveur de l'indépendance tibétaine. Il fallut la venue du Premier ministre chinois Zhou Enlai, porteur d'un message du président Mao indiquant que le gouvernement central ne changerait pas de politique tibétaine pendant les six années à venir, pour que le dalaï-lama rentre en Chine.
En juillet 1957, le dalaï-lama et le gouvernement local du Tibet organisèrent au palais du Potala une grande cérémonie au cours de laquelle le dalaï-lama reçut le trône d'or et accorda sa bénédiction et un talisman aux représentants du groupe « Quatre rivières et six montagnes ». À la suite de cette cérémonie, l'« armée de protection de la religion » devait voir le jour en vue de fomenter une rébellion.
Début décembre 1958, le Kashag convoqua des représentants tibétains à une grande assemblée tenue secrète. Il s'agissait pour lui de renforcer son pouvoir sous le prétexte de réprimer la rébellion khampa et d'obtenir l'aval du gouvernement central. Un plan d'insurrection armée à Lhassa fut mis sur pied par la même occasion.
Le 7 février, le dalaï-lama demande au commandant en chef adjoint de la zone militaire du Tibet d'organiser à son intention une représentation de l'Ensemble artistique de la zone,. Les autorités militaires accèdent à sa requête, lui demandant de fixer la date et le lieu de la représentation,.
Le 8 mars, le dalaï-lama décide que le spectacle aura lieu le 10, à 3 heures de l'après-midi, dans la grande salle de la zone militaire.
Le soir du 9 mars, le maire de la ville de Lhassa fait annoncer que les Hans projettent d'enlever le dalaï-lama à l'occasion du spectacle et de l'emmener en avion à Pékin, et qu'il faut que chaque foyer envoie un membre au siège du dalaï-lama pour prier celui-ci de ne pas y s'y rendre.
Le 10 mars au matin, plus de 2 000 habitants de Lhassa et des rebelles accourent au palais de Norbulingka pour dissuader le dalaï-lama d'aller au spectacle. La foule s'en prend à un membre tibétain du Comité préparatoire à l'établissement de la région autonome du Tibet, Kainqoin Pagbalha Soinam Gyamco, lapidant ce dernier à mort puis attachant son cadavre à la queue d'un cheval avant de le traîner sur deux kilomètres,.
À midi, les voitures de Sampho Tsewang Rigzin, le commandant adjoint de la zone militaire, sont attaquées et lui-même blessé. L'après-midi, les insurgés et la plupart des ministres du gouvernement tibétain créent la « Conférence du peuple » et lancent le Mouvement d'indépendance du Tibet. Les Tibétains membres du Comité préparatoire pour la création de la Région autonome du Tibet sont sommés de se rendre et de se repentir. La Conférence du peuple décide également l'envoi, au palais de Norbulingka, de moines armés depuis les monastères de Séra et de Drepung pour protéger le dalaï-lama. Le soir, un millier de moines des principaux monastères gagnent Lhassa tandis que les troupes tibétaines se préparent au combat. Dans le même temps, les rebelles du Kham se répandent autour de la ville. Le gouvernement tibétain fait ouvrir le dépôt d'armes et distribuer armes et munitions aux insurgés.
Les chefs de file de la rébellion convoquent ensuite une Assemblée populaire puis une Conférence populaire de l'État indépendant du Tibet, et enfin proclament l'indépendance du Tibet après avoir déchiré « l'accord en 17 points ».
Le représentant de l'autorité centrale, Tan Guansan, fait remettre au dalaï-lama trois lettres successives, les 10, 11 et 15 mars, demandant que celui-ci mette fin à la rébellion des siens. Le dalaï-lama répond par trois fois qu'il s'emploie à neutraliser les factieux (les originaux de ces lettres sont toujours consultables aujourd'hui).
Le 17 mars au soir, les chefs de file de la rébellion quittent Lhassa en emmenant le dalaï-lama. Celui-ci, avec des membres de sa famille et des gardes, soit plus de 60 personnes, s'enfuit du palais de Norbu Lingka sous un déguisement et met le cap sur Shannan et traverse la rivière de Lhassa. Les consignes suivantes sont données par le président Mao Zedong le 12 mars : « si le dalaï-lama et sa suite s'enfuient, notre armée ne doit pas se mettre en travers de son chemin. Qu'ils aillent à Shannan ou en Inde, laissez-les passer ». Pendant les deux semaines que dura leur périple, ils ne furent pas poursuivis ni entravés dans leur progression par l'armée populaire.
En octobre 1999, lors de sa venue en France et de son séjour chez les Chirac au château de Bity en Corrèze, le président chinois Jiang Zemin, interrogé par Jacques Chirac sur la question du soulèvement de Lhassa en 1959, rapporta que les dirigeants chinois savaient bien que cette révolte allait se produire et que le dalaï-lama cherchait à s'enfuir mais qu'ils avaient laissé faire délibérément (Mao avait dit : « Laissons le dalaï-lama partir »).
Selon Jiawei Wang et Nima Gyaincain, dans la nuit du 19 au 20 mars 1959, les forces rebelles se lancent à l'assaut des troupes de l'APL et des institutions du gouvernement central. Le Comité de travail du Tibet et la zone militaire de l'APL ont appelé leurs cadres tibétains et leurs familles (au nombre de 600 à 700 personnes, dont Pagbalha Geleg Namgyai, Namtoin Goinga Wangqug, Xoikang Tubdain Nyima et Gyainjin Soinan Gyaibo) à se réfugier au siège du Comité préparatoire à l'établissement de la région autonome du Tibet et au quartier général de la zone militaire. Après avoir essayé, en vain, à l'aide de mégaphones, de persuader les insurgés de renoncer, les troupes de l'APL contre-attaquent à 10 heures du matin. Les forces en présence : à peine 1 000 soldats de l'APL contre 7 000 rebelles, y compris des renforts étrangers.
À 6 heures de l'après-midi, l'APL s'empare de la colline de Chakpori, coupant les lignes rebelles entre Norbu Lingka et la ville. Ensuite, avec l'aide de l'artillerie, elle attaque Norbu Lingka depuis plusieurs directions. À l'issue d'un combat bref mais intense, les soldats détruisent le quartier général des rebelles. Puis ils se regroupent pour assiéger le centre-ville et au matin du 21, l'APL avait investi toutes les positions rebelles sauf le temple du Jokhang et le palais du Potala.
Au bout de deux jours de combat, les insurgés, qui constituent une force désordonnée et peu aguerrie, sont mis en déroute. Les cadres tibétains jouent un rôle en collectant des renseignements, en intervenant en tibétain à la radio, en appelant par mégaphone les rebelles à déposer les armes. On dénombre 5 360 rebelles mis hors de combat, la plupart étant capturés ou se rendant. Selon Chen Qingying, le 22 mars, les rebelles retranchés au palais du Potala et dans le temple de Jokhang agitèrent le drapeau blanc et se rendirent, marquant la fin de la rébellion. Les combats se soldent par 545 rebelles tués et 4 800 blessés ou capturés.

## La question de l'implication des États-Unis
Pour l'historien américain et spécialiste du Tibet et de la Chine A. Tom Grunfeld, la révolte de mars 1959 reste encore enveloppée de mystère. Alors que le dalaï-lama et ses partisans affirment qu'elle fut entièrement spontanée, des preuves indirectes existent, qui pointent vers un soulèvement organisé soit par la CIA, soit par les chefs khampas, voire les deux. Les informations qui permettraient de trancher n'ont pas été rendues publiques. C’est ce que Grunfeld laissait entendre en août 2000 lors du congrès mondial de l’Association internationale de science politique.

### Rôle dans la fuite du dalaï-lama
En janvier 1974, paraissait dans la revue australienne Nation Review (en) un article de T. D. Allman alléguant que le départ du 14e dalaï-lama de la capitale avait été préparé par des agents de la CIA. L'agence américaine aurait procuré une couverture aérienne à la colonne du dalaï-lama, lui parachutant provisions et argent et mitraillant les positions chinoises. L'opération aurait été filmée. Pour l'auteur, il est clair que les Américains voulaient que le chef religieux et politique quitte le Tibet et que les Chinois n'avaient aucune envie de détrôner celui-ci. L'article affirmait également que la révolte des tribus Khamba dans le Tibet du Sud-Est en 1959 était soutenue, dirigée et approvisionnée par des agents de la CIA opérant depuis des bases avancées dans les états indiens de l'Assam et du Bengale occidental. Le United States Citizenship and Immigration Services (en) affirme que pour la fuite du dalaï-lama, des combattants du Chushi Gangdruk, le mouvement de résistance entraîné et soutenu par la CIA dans les années 1950-1960, furent déployés depuis Lhassa au Tibet jusqu'en Inde et à la traversée de l'Himalaya pour bloquer toute poursuite par les Chinois. Selon T. D. Allman, la facilité avec laquelle purent fuir le dalaï-lama, les milliers de personnes de son entourage et la caravane d'objets précieux l'accompagnant, tient au fait que les Chinois auraient choisi de ne pas se mettre sur son chemin pour écarter tout risque qu'il soit blessé ou tué dans l'entreprise, une issue qui aurait été infamante pour eux.
Dans un entretien publié en 2009, Ratuk Ngawang, un des chefs de la résistance tibétaine, affirme qu'il y avait 2 opérateurs radio tibétains qui avaient été entraînés par la CIA lors de la fuite du dalaï-lama, mais s'il mentionne près de 100 Tibétains parachutés au Tibet, ce fut après la fuite du dalaï-lama. Selon Jamyang Norbu, partisan de l'indépendance du Tibet, elle fut planifiée et organisée par le chambellan du dalaï-lama, Phala, qui utilisa deux opérateurs radio lithangwas qui avaient été parachutés par la CIA près de Samyé quelque temps avant l'éclatement de la révolte à Lhassa. Répondant aux noms d'Atha et Lhotsé, ils étaient censés, grâce à leur émetteur radio, tenir les Américains au courant de l'évolution des plans d'évasion puis du déroulement de la fuite elle-même.

### Rôle dans l'entraînement de la guérilla
Bien que la fuite du 14e dalaï-lama n'ait eu lieu qu'en 1959, une lutte armée entre les forces de la résistance tibétaine aidées par la CIA et celle de l'Armée populaire de libération chinoise avait commencé dès 1956 dans les provinces tibétaines du Kham et de l'Amdo. Entre 1957 et 1961, les Américains entrainèrent des guerilleros tibétains dans les montagnes du Colorado, avant de les envoyer combattre les Chinois sur le « toit du monde »,,.
Selon des documents du renseignement américain rendus publics,, la CIA a formé et armé secrètement des soldats tibétains à la guérilla pour organiser des rébellions au Tibet avant le soulèvement et dans les années qui suivirent. De 1959 à 1964, les guerilléros tibétains furent entraînés en secret au camp Hale. Selon un mémoire écrit par de hauts responsables stratégiques américains :
« L'objet de ce programme… est de garder en vie le concept d'un Tibet autonome, au Tibet comme dans les pays étrangers, principalement en Inde, et de construire un mouvement de résistance contre des développements politiques possibles à l'intérieur de la Chine communiste ».
Le programme d'entraînement, qui avait pour nom de code ST Circus, était semblable à celui des dissidents cubains en vue du débarquement de la baie des Cochons. En tout, environ 259 Tibétains passèrent par le camp Hale. Certains furent parachutés au Tibet pour rejoindre les groupes de résistance locaux (la plupart périrent), d'autres y furent envoyés par voie terrestre pour des missions de recueil de renseignements ; d'autres encore contribuèrent à la mise sur pied de la guérilla opérant depuis la vallée de Mustang dans le Nord du Népal.
Selon Thomas Laird, entre 1957 et 1961, huit petits groupes de guérilleros furent parachutés au Tibet, avec quelques armes. Pourtant, la majorité d'entre eux, même ceux ayant pu entrer en contact avec des Tibétains, furent tués ou se suicidèrent. Ils ne purent assurer la victoire aux combattants de la liberté. Cependant, leur existence convainquit les Chinois que les rebelles étaient dirigés par les impérialistes, ce qui n'a jamais été le cas. Ces interventions secrètes de la CIA empêchèrent aussi les tentatives du dalaï-lama d'aboutir à un accord avec les Chinois. Les États-Unis ne souhaitaient pas tant aider les Tibétains que de mener une opération classique de guerre froide, affectant les communistes en remettant en cause leur victoire.
Le gouvernement du dalaï-lama a reconnu que le dirigeant tibétain avait reçu une allocation annuelle de 180 000 $ mais que celui-ci n'en avait pas profité personnellement, et ce dernier s'est démarqué des opérations de la CIA et de la guérilla tibétaine. Ainsi, dans ses mémoires il écrit : « Quoique j'eusse toujours admiré la détermination de ces guérilleros, leurs activités n'avaient jamais eu mon appui… ». Pourtant, dans son autobiographie, Gompo Andrugtsang cite la lettre que le dalaï-lama lui envoya fin mars début avril 1959 (date du soulèvement tibétain de 1959), depuis le Dzong de Lhuntsé, pour lui annoncer sa nomination en tant que général et l'encourager à poursuivre la lutte :
« Vous avez mené les forces du Chushi Gandrug avec une détermination inébranlable afin de résister à l'armée d'occupation chinoise dans la défense de la grande cause nationale de la liberté du Tibet. Je vous confère le rang de « DZASAK » (le grade militaire le plus élevé, équivalent à Général) en reconnaissance des services que vous avez rendus au pays. La situation actuelle exige de poursuivre, avec la même détermination et le même courage, votre lutte pleine de bravoure ».

## Pertes humaines et destructions matérielles
Dans la version officielle chinoise des évènements, il y a 1 000 hommes de troupe à Lhassa. Attaqués par 5 360 rebelles armés, les militaires chinois contre-attaquent le matin du 20 mars et mettent en déroute, au bout de deux jours de combat, des forces rebelles plus nombreuses mais sans grande efficacité.
Dans un ouvrage dont Peter Stepan et Claus Biegert (de) sont les éditeurs, il est écrit que la fuite du dalaï-lama le 17 mars 1959, fut suivi d'un massacre ; rien que dans la ville de Lhassa, 15 000 Tibétains furent tués.[Information douteuse]
Selon le gouvernement tibétain en exil, le Norbulingka a été frappé par 800 obus environ, tuant un nombre inconnu de Tibétains à l'intérieur et autour du palais. Pourtant, visitant le palais en 1962, Stuart et Roma Gelder le trouvèrent intact avec tout son contenu soigneusement conservé contrairement aux affirmations que le bâtiment avait été réduit à l'état de ruine. Une photographie, publiée dans leur livre Timely Rain: Travels in New Tibet, montre un des auteurs assis sur les marches du Chensel Phodrang. Pierre-Antoine Donnet qui interrogea des survivants précise que le 20 mars, vers 2h du matin, une pluie d'obus tomba sur les fragiles palais du Norbulingka. Selon le témoignage de Tashi Gyaltsen, un lama réfugié à Dharamsala, l'armée chinoise tira des 4 directions en même temps, faisant 5 à 6 000 morts cette nuit-là. Vers 4h du matin, les Chinois commencèrent à tirer au canon sur le Potala, et continuèrent la journée suivante, tirant aussi sur le Ramoché et d'autres endroits à Lhassa.
Selon des réfugiés tibétains, il ne restait plus rien de l'école de médecine du Chakpori.
Selon le gouvernement tibétain en exil, les trois monastères majeurs de Lhassa — Séra, Ganden, et Drepung — ont été sérieusement endommagés par les bombardements, les dégâts à Séra et à Drepung étant quasiment irréparables. Les gardes du corps du dalaï-lama restés à Lhassa ont été désarmés et exécutés en public, ainsi que les Tibétains qui ont été trouvés avoir des armes dans leurs maisons. Des milliers de moines tibétains ont été exécutés ou arrêtés, et les monastères et les temples autour de la ville ont été pillés ou détruits.
Selon le dalaï-lama, un document dérobé à l'Armée populaire de libération (APL) par les résistants tibétains dans les années 1960 mentionne 87 000 morts à la suite des opérations militaires entre mars 1959 et septembre 1960, chiffre qu'aurait cité, selon Israel Charny, une dépêche de Radio Lhassa le 1er octobre 1960,.
Selon Israel W. Charny (1984) puis le Tibet Information Network (1990), une dépêche dite sur Radio Lhassa le 1er octobre 1960 annonçait que 87 000 Tibétains avaient été tués (selon le TIN) ou exécutés (selon Charny) durant l'année ayant suivi le soulèvement,. En 2006, le journaliste Thomas Laird écrit que selon des sources chinoises, l'APL tua 86 000 Tibétains.
Le site Friends of Tibet donne comme source à ce chiffre de (87 000 morts) « un document capturé par les guérilleros affrontant l'armée chinoise » dans les années 1960, et selon le Dalaï Lama, ce chiffre a été obtenu d'un document de l'armée chinoise, et ne concerne que les Tibétains qui ont été tués dans la région de Lhassa entre mars 1959 et septembre 1960,. Warren W. Smith Jr. précise que ce chiffre vient d'un document de l'Armée populaire de libération datant de 1960 et capturé par la Résistance tibétaine six ans plus tard, pour être publié une première fois par une organisation bouddhiste tibétaine en 1990. Le document capturé parle de 87 000 ennemis « éliminés », ce qui pour Smith ne veut pas dire obligatoirement « tués ». Yan Hao fait remarquer qu'il est difficile de comprendre pourquoi il fallut six ans pour mettre la main sur le document de l'APL et 30 ans pour le publier, ajoutant qu'il était des plus improbables qu'il ait pu y avoir encore des forces de la résistance au Tibet aussi tard qu'en 1966. Pourtant, dans son ouvrage Les Cavaliers du Kham, guerre secrète au Tibet publié en 1972, Michel Peissel mentionne que la résistance tibétaine était encore active en 1969 et 1970 au Tibet.

## Conséquences
Un exode tibétain s'est produit entre 1959 et 1960 et environ 80 000 Tibétains ont traversé l'Himalaya pour rejoindre le dalai-lama exilé en Inde, et fuir les violations des droits de l'homme liées à la politique chinoise au Tibet,,,,.
Le 10e Panchen Lama a décrit dans sa pétition en 70 000 caractères, adressée au gouvernement chinois en 1962, ce qu'il estime être la répression injuste que les autorités chinoises ont infligé aux Tibétains en réaction au Soulèvement de 1959 :

« Nous n'avons aucun moyen de savoir combien de personnes ont été arrêtées. Dans chaque région, il y a eu au moins 10 000 arrestations. Bons et méchants, innocents et coupables, tous ont été emprisonnés, en contradiction avec tout système légal au monde. Dans certaines régions, la plupart des hommes ont été emprisonnés, si bien qu'il ne reste que les femmes, les personnes âgées et les enfants pour travailler. »

« On a même ordonné de tuer des membres des familles rebelles… Les fonctionnaires mirent délibérément les gens en prison dans des conditions draconiennes, si bien qu'il y eut un grand nombre de morts injustifiables… »

La république populaire de Chine met en avant le fait que l'action du gouvernement contre la rébellion de 1959 a « libéré pacifiquement » le peuple tibétain du servage féodal imposé par certains membres de l'équipe dirigeante de la couche supérieure du Tibet. Selon la version chinoise des faits, la réforme a permis également de supprimer la préemption des terres par une minorité, les châtiments barbares, le système théocratique et les privilèges féodaux réservés aux moines. Un million de serfs et d'esclaves ont ainsi été émancipés sur le plan politique, économique et spirituel. Les Tibétains ont également pu participer à des élections au suffrage universel en 1961,.
L'abolition du système féodal et patriarcal tibétain a également permis aux femmes d'accéder à l'égalité devant la loi, auparavant restreintes aux rôles traditionnels : le féminisme d'état a permis une émancipation des femmes tibétaines. Les réformes du parti communiste chinois ont apporté pour les femmes des changements sans précédent : dans une société ou jusqu'à 20% de la population masculine vivaient dans des communautés religieuses, souvent également propriétaires terriens, la structure sociale donnait aux hommes, particulièrement aux moines et lamas, un ascendant très important sur les femmes,.
L'exode d'un grand nombre de Tibétains en Inde a eu pour conséquence d'accroître les tensions entre la Chine et l'Inde, qui ont commencé à se manifester à l'automne 1959 par des accrochages entre les armées chinoise et indienne à la frontière.
L'URSS a aussi commencé à critiquer la politique de la Chine envers le Tibet et l'Inde, formant l'un des ferments de la dissolution de la « grande solidarité sino-soviétique ».
Les conséquences pour l'Inde furent de deux ordres. D'une part le Tibet ne jouant plus son rôle de tampon pacifique, un problème de frontières qui déboucha notamment sur la guerre sino-indienne de 1962, et d'autre part une stratégie de développement occidental de la Chine, via une politique de sinisation du Tibet persistante, semble viser à l'Inde.

## Raisons de l'échec de l'insurrection
Le linguiste et philosophe américain Noam Chomsky, s'exprimant en 1967 sur la question du statut du Tibet, cite les auteurs Ginsbergs et Mathos (Pacific Affairs, septembre 1959), pour qui le soulèvement de mars 1959, loin d'avoir impliqué un nombre considérable de Tibétains des classes populaires, fut l'œuvre essentiellement des grands propriétaires de domaines et des tribus khampas, traditionnellement rebelles et pillardes, opposées à toute autorité publique extérieure, dont parfois celle du dalaï-lama.
Selon certaines sources occidentales, le soulèvement de 1959 fut un échec parce qu'il lui aurait manqué de soutien des Tibétains de l'intérieur. En 1962, dans son livre China: the Country Americans are not Allowed to Know, Felix Greene déclarait : « Jamais plus de 20 000 personnes ne furent impliquées (…), ce qui ne donne pas l'impression d'un soutien massif ».
Le responsable de la CIA, Bruce Walker, qui supervisa les opérations menées par des agents tibétains formés par l'Agence, fut troublé par l'hostilité manifestée par les Tibétains de l'intérieur envers ses agents : « Les équipes radio rencontraient une très forte résistance de la part de la population à l'intérieur du Tibet », reconnaît-il. De fait, de 1957 à 1972, les agents tibétains formés aux États-Unis mêmes et parachutés ensuite au Tibet pour y susciter des révoltes, tombaient rapidement entre les mains l'Armée populaire de libération, n'ayant guère le soutien de leurs compatriotes. Au cours d'un incident, un agent fut dénoncé sur le champ par son propre frère et arrêté avec les trois autres membres de son équipe. Loin d'être maltraités, ils eurent droit à un mois de séances de propagande à Lhassa avant d'être raccompagnés à la frontière indienne et relâchés.
Selon Chen Jian, dans sa liquidation de la résistance tibétaine l'armée chinoise bénéficia d'informations livrées par l'Union soviétique sur les mouvements des rebelles.
Selon les auteurs Michel Peissel et Jean-Louis Margolin, l'armée chinoise, qui avait mobilisé jusqu'à 40 000 militaires, et des chars de combat, terrorisait la population[citation nécessaire].